# Business Finland
Business Finland är en finländsk statlig organisation, med ett statligt verk och ett statligt aktiebolag, som inrättades den 1 januari 2018 genom en sammanslagning av innovationsmyndigheten Tekes och det statliga export-, investerings- och turistfrämjande företaget Finpro. Verksamheten ligger under arbets- och näringsministeriet och Bolaget Business Finland har myndigheten Business Finland som ägare. Bolaget styrs av myndigheten Business Finland i dess egenskap av ägare.
Business Finland har sammanlagt 760 anställda, ca 40 kontor utomlands och 16 regionala kontor i Finland. 
Myndigheten Business Finland har en direktion på åtta (utomstående) medlemmar med en generaldirektör som föredragande i direktionen med närvaro- och yttranderätt. Generaldirektören svarar för ägarstyrning av företaget Business Finland samt eventuellt andra bolag under ämbetsverket eller bolaget Business Finland. 